# Turó de Caçagats
El Turó de Caçagats és una muntanya rogenca de 78,4 metres que es troba al municipi de Gavà, a la comarca del Baix Llobregat. El seu color procedeix dels materials del Buntsandstein del període del Triàsic inferior, excepte a la seva banda occidental, on els tons són blancs i grisos pels materials del Muschelkalk inferior dels períodes del Triàsic mitjà i superior. Es troba a una zona de gran interès arqueològic.
Molt a prop d'aquest turó, a l'època ibèrica, a la línia de costa, situada en aquell moment a la carretera de Barcelona a Santa Creu de Calafell (simbolitzada com a C-245), hi havia un port d'ancoratge al que avui es coneix com a les Sorres que funcionà des del segle iv aC fins a l'època romana, al segle IV dC.
A uns tres-cents metres cap al nord del port, se situen les restes de la vil·la romana de Can Valls del Racó, ubicada entre l'esmentada carretera i el turó de Caçagats.
A cent metres cap a l'oest d'aquestes restes, a peu del turó de Caçagats, se situa la masia de Can Rosés, que té una torre de defensa i està envoltada de camps de conreu. La masia és esmentada des del 1351, malgrat que l'edifici actual és del segle xvi, quan tenia el nom de Can Riera del Serguerar. Ha estat declarada per la Generalitat de Catalunya bé cultural d'interès nacional.